# Подкованцев, Пётр Иванович
Пётр Иванович Подкованцев (1821—1878) — русский художник.

## Биография
Родился в 1821 году.
Художественное образование получил в Академии художеств, в качестве вольноприходящего, под руководством профессора А. Т. Маркова.
В 1846 году на академической выставке экспонировались его работы: собственный портрет и «Рыбак, плетущий сети», а в следующем году он получил от Академии малую серебряную медаль «за живопись с натуры» и звание неклассного художника «за портрет с натуры». В 1865 году реставрировал «живопись иконостаса» Иосифовского Могилёвского собора работы В. Л. Боровиковского.
В 1868 году за «этюд монаха» получил звание классного художника. Писал портреты и иконы. Известны портреты: биржевого маклера Калашникова и его жены, Давыдова, И. М. Новицкого, Замятина, А. О. Г-вой и др. Он автор картины «Девушка кормит голубей».
Умер 9 (21) января 1878 года в Санкт-Петербурге; погребён на Смоленском православном кладбище.